# Leiosalpinx inornata
Leiosalpinx inornata är en mossdjursart som först beskrevs av Goldstein 1882.  Leiosalpinx inornata ingår i släktet Leiosalpinx och familjen Leiosalpingidae. Inga underarter finns listade i Catalogue of Life.